# 15403 Merignac
15403 Merignac (1997 VH6) là một tiểu hành tinh vành đai chính được phát hiện ngày 9 tháng 11 năm 1997 bởi L. Šarounová ở Ondrejov.